# Cifrão

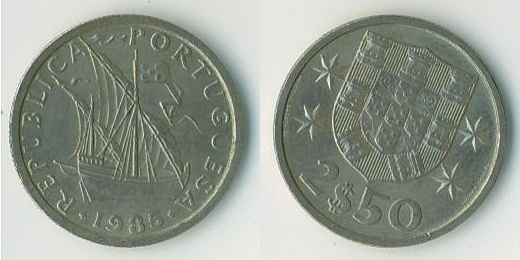
Cifrão auf 2,50-Escudo-Münze (Portugal)

Cifrão [siˈfɾɐ̃w̃] (portugiesische Spracheⓘ) heißt das Symbol verschiedener Escudo-Währungen.
Der Cifrão wird in Kap Verde (CVE) verwendet. In Portugal (PTE gemäß ISO 4217) war er bis 2002 üblich, in Portugiesisch-Timor (TPE) bis 1976.
Dieses Zeichen ist dem „$“ (Peso- oder Dollarzeichen) sehr ähnlich, wird im Unterschied zu diesem aber stets mit zwei Strichen geschrieben ({\displaystyle \vert \!\!\mathrm {S} \!\!\vert }). Im Unicode-Standard wird zwischen diesen Versionen nicht unterschieden, es wird je nach Zeichensatz mit einem oder zwei Linien gedruckt. Der Cifrão wird zwischen die Zahl der Escudo und die der Centavos gesetzt: 123,45 Escudos sind also {\displaystyle 123{\vert \!\!\mathrm {S} \!\!\vert }45}.
In LaTeX kann das Symbol {\displaystyle \vert \!\!\mathrm {S} \!\!\vert } mittels des Kommandos \textdollaroldstyle aus dem Paket textcomp erstellt werden.